# 23248 Batchelor
23248 Batchelor este un asteroid din centura principală de asteroizi.

## Descriere
23248 Batchelor este un asteroid din centura principală de asteroizi. A fost descoperit pe 25 noiembrie 2000 la Socorro, New Mexico, în cadrul proiectului LINEAR. Asteroidul prezintă o orbită caracterizată de o semiaxă mare de 2,53 ua, o excentricitate de 0,11 și o înclinație de 9,5° în raport cu ecliptica.